# (4134) Schütz
(4134) Schütz ist ein Asteroid des Hauptgürtels, der am 15. Februar 1961 vom deutschen Astronomen Freimut Börngen in Tautenburg entdeckt wurde.
Benannt ist der Asteroid nach dem deutschen Barock-Komponisten Heinrich Schütz.